# Трећа аустроугарска офанзива на Србију
Трећа аустроугарска офанзива на Србију је био последњи покушај аустроугарске војске у 1914. години да самостално окупира територију Краљевине Србије. Краћи прекид активних операција био је предах пред још теже борбе. Аустроугарска балканска војска попунила је свој састав и опрему, одморила се и нарочито појачала артиљерију. Пропаст офанзиве аустроугарске војске се одиграла у Колубарској бици.

## Офанзива
Офанзива је почела 6. новембра ураганском артиљеријском ватром и снажним дејством 6. армије из сектора Сребреница-Љубовија а 5. армије са положаја у Мачви. Српска војска је тада била овако распоређена: 2. армија у Мачви, јужније од ње 3. армија у Јадру, даље 1. армија јужније од Крупња и као и дотада на крајњем левом крилу српског фронта налазила се Ужичка војска. Аустроугарске снаге су биле боље опремљене, нарочито су имале јачу артиљерију, а биле су изузетно мотивисане. Не жалећи жртве и наступајући најодлучније оне су поколебале српске редове и убрзо су их натерале на повлачење на целој линији фронта. Српска војска је била озбиљно угрожена због похабане опреме а нарочито због недостатка артиљеријске муниције. 1. армија задобила је снажан ударац. Стање на фронту било је изузетно тешко па је 8. новембра у Ваљеву одржана заједничка седница владе и врховне команде под председништвом регента на којој је војвода Путник истицао критичност стања и помињао је и могућност склапања сепаратног мира. Пашић је инсистирао на томе да се истраје и претио је оставком владе. Коначан закључак је ипак одражавао став свих присутних а то је подразумевало наставити отпор до крајњих граница.
Аустроугари су заузели Ваљево, Лајковац и многе друге градове у западној Србији. Пашић је вапио за помоћ код Савезника а посланицима на страни поручивао је: „Помагајте најхитније. Молите и преклињите.“ Французи су имали могућност да помогну али су тражили од Грчке да одмах упути Србији 20000 граната које би јој ова касније надокнадила. У међувремену је одступање 1. армије и Ужичке војске довело до повлачења целог фронта па је српска престоница остала без одбране. Аустроугари су заузели Београд без борбе и у њему су одржали тријумфалну параду 3. децембра. Вест о паду Београда имала је велики одјек у иностранству. У аустроугарском врху већ су припремали управу за освојену Србију а за генералног гувернера именован је генерал Стјепан Саркотић. Из немачке су послате одушевљене честитке савезничкој монархији.

## Колубарска битка
Колубарска битка почиње 16. новембра 1914. године, када су се српске трупе повукле на десну обалу Колубаре и Љига, према наредби врховне команде, у покушају да ту зауставе продор аустроугарских снага. Дана 3. децембра српска 1. армија је са положаја западно од Горњег Милановца изненада прешла у противнапад. Генерал Живојин Мишић њен командант од 15. новембра брзим одступањем је скратио линију фронта, пружио војницима време за предах, на миру је примио и распоредио артиљеријску муницију која је стигла из Грчке и одлучио се за противудар. По наредби војводе Путника и војвода Степановић и генерал Јуришић-Штурм издали су наређења својим армијама да крену у напад. Тиме је почела друга офанзивна фаза битке у басену Колубаре.

### Пропаст аустроугарске војске и повлачење
Аустроугарски фронт се поколебао а затим распао. До тада победничка царско-краљевска војска сада је бежала са српске територије. Многи су пали у заробљеништво а они који су умакли заустављали су се далеко иза својих полазних положаја у Босни. Избијањем 1. армије и Ужичке војске на десну обалу Дрине и Саве и ослобођењем Београда 15. децембра 1914. године победоносно је завршена велика Колубарска битка у којој је српска војска заробила 323 официра и 42215 подофицира и војника и запленила 43 заставе, 142 артиљеријска оруђа, 71 митраљез, 60000 пушака, 2 авиона, 3500 кола са муницијом и другим ратним материјалом, 4000 коња и мноштво друге ратне опреме и материјала.

### Последице Колубарске битке
Блистава победа српске војске на Колубари била је епилог њене вишемесечне борбе са технички надмоћнијим противником. По речима војводе Путника у овој борби непријатељ је „потучен, растројен, побеђен и дефинитивно отеран са српске територије“.
Вести о преокрету на Балканском фронту одјекнуле су широм света. Немачке новине су писале: „Србија је још једном васкрсла из гроба Косова поља. И из колубарског врела црпће током читавог једног века горду храброст за највеће битке.“ Живојин Мишић је унапређен у чин војводе а начин на који је вођена Колубарска битка ушао је у војне уџбенике.